# Elmomorphus malayanus
Elmomorphus malayanus is een keversoort uit de familie ruighaarkevers (Dryopidae). De wetenschappelijke naam van de soort werd in 1992 gepubliceerd door Satô.